# Bitwa pod Radymnem
Bitwa pod Radymnem miała miejsce w czasie I wojny światowej w dniach 23–25 maja 1915.
Po wybuchu I wojny światowej, w radymniańskich koszarach dolnych od 2 do 23 sierpnia stacjonowało dowództwo austro-węgierskiej 4 Armii z jej dowódcą generałem Moritzem Auffenbergiem na czele, a na radymniańskich błoniach – 8 Kompania Lotnicza.
Po długich walkach o przyczółek mostowy i wysadzeniu obydwu mostów (kolejowego i drogowego) 20 września 1914 załoga przyczółka dowodzona przez majora Szabo wycofała się do Przemyśla.
Po krótkiej obecności wojsk rosyjskich, w wyniku bitwy pod Radymnem stoczonej 23–25 maja 1915 przez rosyjską 3 Armię generała piechoty Leonida Lesza i niemiecko-austriacką 11 Armią generała Augusta von Mackensena, miasto zostało bardzo zniszczone.
Żołnierze polegli w tej bitwie spoczywają na cmentarzu w Radymnie (nowym) oraz cmentarzach wojennych z I wojny światowej w Łowcach, Piaskach, Wietlinie, Korzenicy, Tuchli, Stubnie, Starzawie i Zaleskiej Woli.